# Royal Bank of Scotland
The Royal Bank of Scotland Group PLC (RBS) é um dos maiores bancos britânicos. Foi fundado a 1727 em Edimburgo por carta régia. Hoje é o maior banco da Escócia, o segundo maior do Reino Unido e da Europa e o quinto maior do mundo em capitalização bolsista. 
Na década de 1830, o banco expandiu e abriu filiais pelo país. Em 1946, lançou o primeiro banco móvel, atendendo comunidades remotas, incluindo a Ilha de Lewis.

## Crise
Em 26 de fevereiro de 2009, o grupo financeiro anunciou perdas no no total de £ 24 bilhões ou US$ 37 bilhões (cerca de R$ 90 bilhões), o maior prejuízo financeiro do sistema bancário na história da Grã-Bretanha, causado pela perdas geradas pela crise do subprime nos Estados Unidos em 2008, que se espalhou pela Europa e pelo mundo.
Muito do histórico prejuízo do grupo, também se deu devido a sua participação, com £22 bilhões, na compra do grupo financeiro holandês ABN AMRO em 2007.

## Ataque
Embora não se possa considerar relevante o pequeno episódio de vandalismo ocorrido, se comparado aos quase 300 anos de história do banco, alguém achou por bem relatar aqui que:  "em 26 de março de 2009, um grupo chamado Banqueiros São Bandidos, em inglês: Bank Bosses Are Criminals (BBAC), assumiu a responsabilidade pelo ataque ao carro e à casa do banqueiro Fred Goodwin. O há pouco principal executivo do Royal Bank of Scotland teve sua luxuosa mansão e sua Mercedes S600 em Edinburgh apedrejadas pela madrugada. O BBAC emitiu o seguinte comunicado: “É inadmissível que pessoas ricas, como ele, vivam no luxo e gastem uma quantia enorme de dinheiro, enquanto pessoas comuns vivem sem-teto, na miséria e no desemprego. Isso é um crime. Esses banqueiros deveriam ir para a cadeia. Isso é apenas o começo."